# Augusta Vera Duthie
Augusta Vera Duthie (Knysna, 18 luglio 1881 – Knysna, 8 agosto 1963) è stata una botanica e micologa sudafricana con particolare interesse per l'area della Provincia del Capo Occidentale.

## Biografia
Augusta Vera Duthie nacque nell'azienda agricola familiare Belvidere a Knysna, in Sudafrica, da Archibald Hamilton and Augusta Vera Duthie, che ebbero altri 4 figli.
Conseguì il Bachelor of Arts presso l'Huguenot College nel 1901. Nel 1910 si laureò presso il South African College e conseguì il dottorato presso la University of South Africa nel 1929.
Nel 1902, fu nominata lettrice in Botanica presso il Victoria College, ora Università di Stellenbosch.
Nel 1912, frequentò la Cambridge University e collaborò con Albert Charles Seward.
Nel 1929, completò il lavoro sulla flora delle Stellenbosch Flats, un'area alluvionale che circonda il college.
Dopo il suo pensionamento nel 1939, tornò ad occuparsi della gestione dell'azienda agricola familiare Belvidere, dove morì nel 1963.

## Onorificenze
In suo onore sono state denominate i seguenti taxa:
- Duthieastrum
- Chlorotalpa duthieae
- Impatiens duthieae
- Ischyrolepis duthieae
- Ornithogalum duthiae
- Psilocaulon duthieae
- Romulea duthieae
- Ruschia duthiae
- Stomatium duthieae

## Opere principali
- Vegetation and Flora of the Stellenbosch Flats, 1929